# Тренчинска Турна
Тренчинска Турна (слч. Trenčianska Turná) насељено је мјесто са административним статусом сеоске општине (слч. obec) у округу Тренчин, у Тренчинском крају, Словачка Република.

## Становништво
| Година:    | 1994. | 2004.    | 2014.    | 2024.    |
| ---------- | ----- | -------- | -------- | -------- |
| Број људи: | 2464  | 2743     | 3170     | 3561     |
| Разлика:   |       | +11,32 % | +15,56 % | +12,33 % |

| Година:    | 2023. | 2024.   |
| ---------- | ----- | ------- |
| Број људи: | 3540  | 3561    |
| Разлика:   |       | +0,59 % |

Према подацима о броју становника из 2024. године насеље је имало 3561 становника.